# Merodon tricinctus
Merodon tricinctus är en tvåvingeart som beskrevs av Sack 1913. Merodon tricinctus ingår i släktet narcissblomflugor, och familjen blomflugor.
Artens utbredningsområde är Österrike. Inga underarter finns listade i Catalogue of Life.